# 이호초등학교 축구부
이호초등학교 축구부(영어: Iho Elementary School  Football Club)는 대한민국 경기도 안산시에 있는 초등학교 축구부이다.

## 출신 선수
- 조규성

## 참고 자료
- “KFA 통합경기정보 시스템”. 대한축구협회.

## 같이 보기
- 이호초등학교